# NFA-Cup 2010
Der NFA-Cup 2010 der namibischen Vereinsfußballmannschaften begann am 6. März 2010 in Walvis Bay und endete mit dem Finale am 29. Mai 2010. Hauptsponsor und Namensgeber des Leo-NFA-Cup ist der namibische Mobilfunkbetreiber leo. Der Pokalwettbewerb wird von der Namibia Football Association organisiert.
Den NFA-Cup 2010 und damit das Double gewannen die African Stars. Sie erhielten eine Siegerprämie von N$ 600.000, der Zweitplatzierte Civics FC N$ 200.000.

## Spielmodus
Die Endrunde des Cups wurde im Turniermodus an einigen Wochenenden in zentralen Stadien ausgetragen. Es traten in der Endrunde 32 Mannschaften im K.-o.-System an.
Zuvor mussten sich die teilnehmenden Vereine der zweiten Liga (in Windhoek und Otjiwarongo) und dritten Ligen (jeweils in den Regionen) in Ausscheidungsturnieren qualifizieren.

## Teilnehmende Mannschaften
Die 12 Mannschaften der Namibia Premier League sowie die zwei Absteiger der Saison 2008/2009 waren automatisch für die Endrunde qualifiziert. Hinzu kamen drei Mannschaften aus dem „Northern Stream“ und zwei aus dem „Southern Stream“ der Namibia First Division (2. Liga) sowie jeweils eine Mannschaft aus den 13 regionalen 3. Ligen (Second Division).
| Premier League die 12 Vereine der Saison 2009/10, die 2 Absteiger aus der Saison 2008/2009 | First Division 3 bzw. 2 Mannschaften aus Nord und Süd                                                            | Second Division jeweils ein Verein je Region |
| African Stars Orlando Pirates (TV) United Africa Tigers Black Africa LHU Blue Waters FC SK Windhoek Eleven Arrows Civics FC Ramblers Club United Stars Oshakati City Hot Spurs Chief Santos (Absteiger) Mighty Gunners (Absteiger) | Tura Magic (Süden) Young Beauties (Süden) Golden Bees (Norden) Eleven Warriors (Norden) Onambula United (Norden) | Space Age (Caprivi) Sailors (Erongo) Bee Bob Brothers (Hardap) Try Again FC (Karas) Kavango United (Kavango) Spoilers (Khomas) Gariseb Orlando Pirates (Kunene) Oshikango United (Ohangwena) Shaluza Chiefs (Omaheke) UNAM Ogongo (Omusati) Omeege United (Oshana) Young Rangers (Oshikoto) African Lions (Otjozondjupa) |

## Termine
Die einzelnen Runden wurden an folgenden Terminen ausgetragen:
- Qualifikationen: First Division 6. Februar 2010; Second Division 30. Januar – 31. Januar 2010
- 1/16-Finale: 5. März – 7. März 2010
- Achtelfinale: 9. April – 11. April 2010
- Viertelfinale: 30. April und 2. Mai 2010
- Halbfinale: 7. Mai – 9. Mai 2010
- Finale: 29. Mai 2010

## Ergebnisse

### 1/16-Finale
Die Spiele des 1/16-Finale fanden vom 5. März bis 7. März 2010 in Windhoek, Walvis Bay und Otjiwarongo statt.
|                         | Ergebnis        |                      | Ort                            |
| ----------------------- | --------------- | -------------------- | ------------------------------ |
| Ramblers Club           | 6:0             | Sailors              | Kuisebmund-Stadion, Walvis Bay |
| LHU Blue Waters FC      | 1:3             | Black Africa         | Kuisebmund-Stadion, Walvis Bay |
| SK Windhoek             | ?:? (8:7 i. E.) | Tura Magic           | SKW-Stadion, Windhoek          |
| Young Beauties          | 1:2             | Chief Santos         | SKW-Stadion, Windhoek          |
| Gariseb Orlando Pirates | 0:1             | Try Again FC         | SKW-Stadion, Windhoek          |
| African Stars           | 2:0             | United Africa Tigers | SKW-Stadion, Windhoek          |
| Onambula United         | 2:4             | Young Rangers        | Mokati-Stadion, Otjiwarongo    |
| Omeege United           | 0:7             | Eleven Arrows        | Mokati-Stadion, Otjiwarongo    |
| Civics FC               | 12:10           | Kavango United       | Mokati-Stadion, Otjiwarongo    |
| Oshikango United        | 1:6             | United Stars         | Mokati-Stadion, Otjiwarongo    |
| Orlando Pirates         | 1:0             | Golden Bees          | Mokati-Stadion, Otjiwarongo    |
| African Lions           | 4:1             | Shaluza Chiefs       | Mokati-Stadion, Otjiwarongo    |
| Spoilers                | 6:0             | Space Age            | Mokati-Stadion, Otjiwarongo    |
| UNAM Ogongo             | 3:2             | Oshakati City        | Mokati-Stadion, Otjiwarongo    |
| Mighty Gunners          | ?:? (5:4 i. E.) | Bee Bob Brothers     | Mokati-Stadion, Otjiwarongo    |
| Eleven Warriors         | ?:? (5:3 i. E.) | Hot Spurs            | Mokati-Stadion, Otjiwarongo    |

### Achtelfinale
Die Achtelfinale fanden vom 9. bis 11. April 2010 statt. Die Spiele wurden in Windhoek und Tsumeb ausgetragen.
|                      | Ergebnis        |                        | Ort                          |
| -------------------- | --------------- | ---------------------- | ---------------------------- |
| Civics FC (1.)       | 2:2 (6:5 i. E.) | Orlando Pirates (1.)   | Sam-Nujoma-Stadion, Windhoek |
| Black Africa (1.)    | 5:1             | United Stars (1.)      | Sam-Nujoma-Stadion, Windhoek |
| UNAM Ogongo (3.)     | 1:2             | Ramblers Club (1.)     | Nomtsoub-Stadion, Tsumeb     |
| Eleven Warriors (2.) | 3:0             | Try Again FC (3.)      | Sam-Nujoma-Stadion, Windhoek |
| African Lions (3.)   | 0:3             | SK Windhoek (1.)       | Nomtsoub-Stadion, Tsumeb     |
| Chief Santos (1./2.) | 1:3             | Mighty Gunners (1./2.) | Nomtsoub-Stadion, Tsumeb     |
| African Stars (1.)   | 3:0             | Young Rangers (3.)     | Nomtsoub-Stadion, Tsumeb     |
| Eleven Arrows (1.)   | 2:0             | Spoilers (3.)          | Sam-Nujoma-Stadion, Windhoek |

Anmerkung: Zahl in Klammern bezieht sich auf die Ligazugehörigkeit

### Viertelfinale
Die Viertelfinale fanden am 30. April und 2. Mai 2010 statt. Die Spiele wurden in Windhoek und Otjiwarongo ausgetragen.
|                        | Ergebnis          |                      | Ort                         |
| ---------------------- | ----------------- | -------------------- | --------------------------- |
| Eleven Arrows (1.)     | 1:1 (8:9 i. E.)   | Black Africa (1.)    | Mokati-Stadion, Otjiwarongo |
| Mighty Gunners (1./2.) | 6:2               | Eleven Warriors (2.) | Mokati-Stadion, Otjiwarongo |
| African Stars (1.)     | 1:0               | SK Windhoek (1.)     | Khomasdal-Stadion, Windhoek |
| Ramblers Club (1.)     | 10:01 (1:3 i. E.) | Civics FC (1.)       | Khomasdal-Stadion, Windhoek |

1 Verschoben auf 4. Mai, da der Platz aufgrund starken Regens unbespielbar war.

Anmerkung: Zahl in Klammern bezieht sich auf die Ligazugehörigkeit

### Halbfinale
Die Halbfinale fanden am 8. Mai 2010 in Gobabis statt.
|                    | Ergebnis  |                        | Ort                     |
| ------------------ | --------- | ---------------------- | ----------------------- |
| Civics FC (1.)     | 3:2 n. V. | Mighty Gunners (1./2.) | Legare-Stadion, Gobabis |
| African Stars (1.) | 2:0       | Black Africa (1.)      | Legare-Stadion, Gobabis |

Anmerkung: Zahl in Klammern bezieht sich auf die Ligazugehörigkeit

### Finale
Die Finale fand am 29. Mai 2010 in Windhoek statt.
|           | Ergebnis  |               | Ort                            |
| --------- | --------- | ------------- | ------------------------------ |
| Civics FC | 0:1 n. V. | African Stars | Independence Stadium, Windhoek |

## Torschützen
Nachfolgend sind die erfolgreichsten Torschützen dieser NFA-Cup-Serie aufgeführt. Die Sortierung erfolgt nach Anzahl ihrer Treffer bzw. bei gleicher Toranzahl alphabetisch.
| Platz | Tore | Name              | Nationalität | Verein        |
| 1     | 6    | Romanus Shilongo  | Namibia      | Eleven Arrows |
| 2     | 4    | Alfred Ndyenge    | Namibia      | Civics FC     |
| 3     | 3    | Pineas Jacob      | Namibia      | Civics FC     |
|       | 3    | Bernadine Mbilizi | Namibia      | Ramblers Club |
|       | 3    | T.J. Namdjembo    | Namibia      | Spoilers      |
|       | 3    | Bradley Wermann   | Namibia      | Civics FC     |